# Giovanni Cuzzoni
Giovanni Cuzzoni (Pavia, 14 giugno 1925 – Pavia, ...) è stato un calciatore italiano, di ruolo attaccante.

## Biografia
Giovanni Cuzzoni, conosciuto in città come il "Gianola" o il "Gianino", nasce a Pavia nel quartiere Borgo Ticino.
Ragazzo semplice, la sua famiglia conta 11 elementi: il padre Giuseppe, la madre Lucia, 4 sorelle e 4 fratelli. Il gioco del calcio, che pratica da ragazzino prima all'Oratorio del Borgo, e poi nella squadra degli Aquilotti, diverrà ben presto il suo mestiere.
Orfano di padre, partecipa attivamente alla seconda guerra mondiale.
Sopravvissuto al conflitto riesce finalmente a dedicarsi alla carriera da calciatore professionista che lo vedrà indossare la casacca del Pavia in Serie B.
Terminata la carriera da calciatore, diventa autista di Tram a Pavia.
Muore prematuramente a causa di una grave malattia. Gli è stato dedicato in memoria il campo sportivo di Borgo Ticino.

## Carriera
Terminata la Guerra, comincia la sua attività nella Virtus, per poi approdare al Vigevano, nel quale disputa due campionati di Serie B prima di essere ceduto al Mortara, in Serie C. Negli anni seguenti continua a giocare in terza serie con il Casale.
Nel 1951 passa al Monza, dove debutta in Serie B nel campionato 1951-1952 e disputa complessivamente 86 gare segnando 25 reti.
Dopo tre anni a Monza si trasferisce al Pavia, disputando un altro campionato di Serie B per un totale di 33 presenze e 5 reti ed uno di Serie C. Nel 1956 torna a vestire la maglia del Casale, prima in IV Serie e poi in Serie C. Chiude a Pavia la carriera nel 1962.

## Palmarès

### Club

#### Competizioni regionali
- Prima Categoria: 1

Pavia: 1960-1961